# Чепига Василь Миколайович
Василь Миколайович Чепига (13 жовтня 1929, Снятин — 2005, Івано-Франківськ) — український радянський футболіст, що грав на позиції нападника. Відомий за виступами в команді класу «Б» «Спартак» зі Станіслава. Чемпіон УРСР серед команд колективів фізкультури 1955 року, переможець зонального турніру класу «Б» 1957 року, чвертьфіналіст Кубку СРСР 1957 року.

## Клубна кар'єра
Народився Василь Чепига у Снятині, де й почав грати у футбол. На початку 50-х років ХХ століття його призвали до лав Радянської Армії, під час військової служби грав у станіславській команді міського будинку офіцерів. за рік команду розформували, й Чепига продовжив виступи в команді класу «Б» ОБО зі Львова. Після завершення військової служби Василь Чепига став гравцем команди «Спартак» зі Станіслава, яка в 1955 році стала переможцем першості УРСР серед колективів фізкультури, а з наступного року грала в класі майстрів групи «Б», на той час другому дивізіоні радянського футболу. У 1956 році Василь Чепига стає автором першого забитого м'яча «Спартака» в лізі майстрів. У 1957 році Чепига разом із «Спартаком» виграє зональний турнір класу «Б», після чого прикарпатська команда займає друге місце у фінальному турнірі за право виходу до вищої ліги СРСР, а також виходить до 1/4 фіналу Кубка СРСР, де поступається московському «Спартаку». У цьому матчі Чепига разом із ще одним гравцем «Спартака» Анатолієм Голощаповим відзначився забитим м'ячем.. За час виступів у станіславській команді Чепига був одним із кращим її бомбардирів, обирався капітаном команди. У складі «Спартака» Чепига грав до 1960 року, після чого працював одним із тренерів «Спартака», пізніше працював у ДЮСШ. В останні роки життя Василь Чепига працював сторожем на стадіоні «Рух», де працював до смерті в 2005 році. Похований Василь Чепига у Снятинському районі.